# مالكولم بروجدون
مالكولم بروجدون (بالإنجليزية: Malcolm Brogdon)‏ مواليد 11 ديسمبر 1992، هو لاعب كرة سلة أمريكي يلعب في بوسطن سيلتكس. يبلغ طوله 6 قدم 5 بوصة (2.0 م).

## روابط خارجية
- مالكولم بروجدون على موقع الاتحاد الدولي لكرة السلة (الإنجليزية)
- مالكولم بروجدون على موقع إن بي أي (الإنجليزية)
- مالكولم بروجدون على موقع سبورتس رفرنس (الإنجليزية)
- مالكولم بروجدون على موقع كرة السلة الأوروبية.كوم (الإنجليزية)
- مالكولم بروجدون على موقع DraftExpress.com (الإنجليزية)
- مالكولم بروجدون على موقع إي إس بي إن.كوم (الإنجليزية)
- مالكولم بروجدون على موقع كلية كرة السلة في سبورتس رفرنس.كوم (الإنجليزية)
- مالكولم بروجدون على موقع ريلجم (الإنجليزية)
- مالكولم بروجدون على موقع بروبوليرز (الإنجليزية)